# 戦国茶屋娘
戦国茶屋娘（せんごくちゃやむすめ）は、日本のご当地アイドルグループ。群馬県沼田市を拠点に観光PR活動を行うため結成された。 
「上州真田武将隊」が企画、同隊メンバーの「おちょぼ」が中心となって結成。エトワールモデルエージェンシィ所属。

## 概要
各地のイベントに参加し、群馬県沼田市の魅力を県内外にPRしようと、沼田市初のご当地アイドルユニット「上州真田武将隊 戦国茶屋娘」として2019年11月9,10日に開催された「上州沼田真田まつり」でデビュー。
「戦国時代の娘によるご当地アイドルグループ」がコンセプトになっている。かつて戦国時代 - 江戸時代のアイドル的な存在の娘達は、「茶屋娘」と呼ばれていた。アイドル戦国時代を生き残れるようにという願いを込めて「戦国茶屋娘」と命名。
メンバーは、沼田市を治めていた真田氏や沼田市にゆかりのあるキャラクターの名を名乗っている。衣装デザインは武将隊のキャラクター制作などに携わるデザイナーのsinobuが担当。目標は日本武道館（日ノ本武道館）ライブとしている。

## メンバー
おちょぼ
小松姫に仕えた侍女。リーダー。
イメージカラー：オレンジ（大好きな上州真田武将隊 小松姫の衣装カラーから）
加入エピソード：我が娘（）のように目を掛ける小松姫から、アイドルの結成を命じられる。不器用ながら、一生懸命頑張る姿で皆に笑顔を与える。
おさよ
沼田家最後の将、沼田景義の娘。
イメージカラー：緑（自然をイメージした癒やしの色）
加入エピソード：昌幸が自分の娘をアイドルに入れると耳にした父が、昌幸への対抗心からメンバーに加えさせる。内向的な性格だが、持ち前の歌唱力で皆に活力を与える。
おみつ
表裏比興の者、真田昌幸の娘。
イメージカラー：紫
加入エピソード：アイドル結成の噂を耳にした父が、「娘がアイドルになればギャルとお近づきになれる」と、メンバーに加えさせる。父とは正反対の純粋な心で、皆を魅了する。
おすい
イメージカラー：紅色
加入エピソード：上州真田武将隊のメンバー「くノ一水鳥」であったが、武将隊の出立にあたりメンバーのくノ一初より戦国茶屋娘に潜入捜査の特別任務を預かり戦国茶屋娘メンバーに加入する。水鳥（）から連想された色（緑）の宝石「翡翠」の翠より名付けられた。潜入捜査のため、メンバーに正体（くノ一であること）がバレてはいけないという設定になっている。

### 旧メンバー
おちよ（2024年6月卒業）
おちょぼの姉で、海野家の娘。
イメージカラー：ピンク（元気なピンクから）
加入エピソード：おちょぼから相談を受け「アイドルが楽しそう」という理由で加わったが、妹を心配してのことでもある。妹が困惑するほどの元気さで、皆を盛り上げる。

## 音楽
「おぎょん」
戦国茶屋娘デビュー曲。
「おぎょん」とは、毎年8月3日 - 5日に開催される群馬県沼田市の祭り「祇園祭（）」のことで、沼田市民は親愛の情を込めて「おぎょん」と呼んでいる。
曲中に出てくる掛け声「てんてんすくす、てんすくす」は、まんど（山車）から聞こえるお囃子の太鼓の音を表している。また、歌詞にも「天空の城下町」「天狗」「まんど」など沼田市にちなんだフレーズが並ぶ。
デビュー曲は武将隊が作詞し、曲は沼田市出身の音楽作家OMJが手掛けた。
「茶☆屋☆lady」
2曲目。2020年09月12日、サラダパークぬまたにて行われた自主企画イベントで初披露。
「恋はひゅるりら」
3曲目。2021年12月19日、お城EXPO2021にて初披露。
「きみいろ」
4曲目。2022年6月11日、SANO DREAM LIVEにて初披露。